# European Sleeper
European Sleeper (ES) je belgicko-nizozemské družstvo, které provozuje veřejný noční vlakový spoj mezi Bruselem, Berlínem a Prahou a plánuje svojí síť rozšířit o trasu mezi Amsterdamem, Bruselem a Barcelonou přes Francii.  Název European Sleeper je slovní hříčkou, protože anglické slovo sleeper lze přeložit jako spáč, nebo jako železniční pražec.[zdroj?]

## Historie
European Sleeper oznámil v dubnu 2021 plány na provozování lůžkové vlakové dopravy mezi Prahou a Bruselem. Partnerem na české straně měl tehdy být dopravce RegioJet. SNCB měla být dopravcem v Belgii a v té době ještě nebyl vybrán dopravce v Nizozemsku. Očekávalo se, že provoz začne na jaře 2022, v prosinci téhož roku měla být provoz rozšířen o další relaci.
Přibližně ve stejnou dobu oznámil svůj záměr zahájit noční vlakové spoje mezi Berlínem a Bruselem přes Lutych belgický startup Moonlight Express. Tato společnost předpokládala zahájení provozu v dubnu 2022, tedy v podobném termínu jako European Sleeper.
V květnu 2021 European Sleeper spustil crowdfundingovou kampaň a podařilo se mu získat počáteční kapitál ve výši 500 000 EUR prodejem akcií družstva více než 350 malým investorům (údajně za pouhých patnáct minut).
O měsíc později, v červnu 2021, bylo oznámeno, že European Sleeper a Moonlight Express spojí své síly, přičemž spojený subjekt převezme název European Sleeper.
V dalším kole fundraisingu před létem 2022 byly prodány akcie v hodnotě 2 000 000 EUR celkem 1 400 investorům. Přibližně ve stejnou dobu společnost oznámila, že zahájení provozu linky Brusel – Praha je odloženo na neurčito.
V červnu 2022 bylo oznámeno partnerství s cestovní kanceláří Sunweb Group s plány na zahájení nových nočních vlakových spojů mezi Nizozemskem a francouzskými lyžařskými středisky do léta 2023 a rozšíření do jižní Francie v následujícím roce. V listopadu obě strany oznámily, že tyto plány jsou pozastaveny z důvodů potíží s interoperabilitou kolejových vozidel a přístupem na železniční infrastrukturu.
Družstvo European Sleeper v prosinci oznámilo, že plánovaná trasa z Bruselu do Prahy bude zpočátku končit v Berlíně kvůli kapacitním omezením tratě mezi Drážďany a Děčínem stanovených ze strany DB Netz. Zkrácená trasa měla zahájit provoz 25. května 2023 s výhledem na rozšíření provozu do Prahy se změnou jízdního řádu v prosinci 2023. Společnost jako svůj největší problém uvedla nedostatek vhodných kolejových vozidel a uvedla, že služba bude zpočátku fungovat s pronajatými vozidly.
Další navrhovaná linka společnosti European Sleeper z Amsterdamu do Barcelony byla vybrána v lednu 2023 jako pilotní projekt v rámci úsilí Evropské komise zlepšit přeshraniční železniční dopravu a podpořit zřizování nových železničních spojení.
Provoz první linky na (dočasně zkrácené) trase Brusel - Berlín byl zahájen 25. května 2023.
Od 1. července 2023 je možné využít na spojích European Sleeper síťové jízdenky Interrail a Eurail.

## Provoz
Spojení bylo zahájeno 25. května 2023, přičemž inaugurační spoj jel z Berlína do Bruselu a přijížděl na konečnou v Belgii se 45 minutovým zpožděním. V noci z 25. na 26. března 2024 vyrazil vlak European Sleeper poprvé s cestujícími na celou zamýšlenou linku z Bruselu přes Berlín do Prahy. Vlak byl v celé trase veden lokomotivou Bombardier TRAXX 186.291 (v majetku půjčovny Railpool), která byla pro tuto příležitost opatřena novým celovozovým polepem svého provozovatele Lineas a společnosti Train Charter Services (TCS). Druhá zmíněná firma zajišťovala provoz vlaku po technické stránce a byla dopravcem vlaku v Belgii, Nizozemsku a Německu. V České republice byly dopravcem tohoto prvního vlaku České dráhy.
Na počátku dubna 2024 jezdí vlak třikrát týdně, vlaky z Bruselu do Berlína odjíždějí v pondělí, středu a pátek a vlaky z Berlína do Bruselu odjíždějí v neděli, úterý a čtvrtek. 
V článku The Sunday Times o inauguračním spoji z Bruselu do Berlína komentovala redaktorka Kate Leahy: „Luxus ve stylu Orient expresu to není“, ale dospěla k závěru, že to nepochybně bylo dobrodružství.
První jízdu vlaku z Prahy do Bruselu kritizoval redaktor webu Zdopravy.cz Aleš Petrovský, který ve svém kupé nemohl najít žebřík k přístupu na palandové lehátko. Nabídku cateringu pak odsoudil slovy: „ES by se za takovou mizernou nabídku měl v dnešní době stydět.“